# ترکیه در ۲۰۲۲

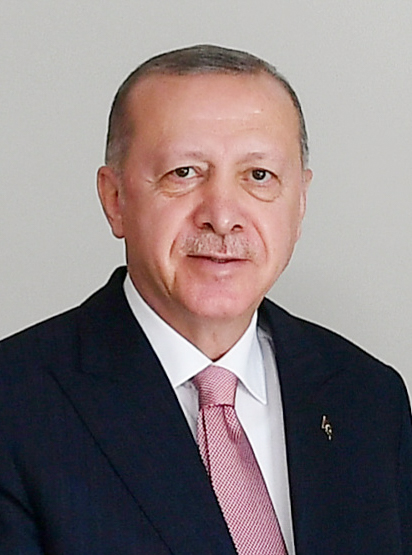
رجب اردوغان، رییس‌جمهور ترکیه در سال ۲۰۲۲

ترکیه در ۲۰۲۲ گاه‌شماری از مهم‌ترین رویدادها در سال ۲۰۲۲ در کشور ترکیه است.

## حاکمان
- رئیس‌جمهور: رجب طیب اردوغان
- بیست و نهمین رئیس مجلس بزرگ ملی: مصطفی شنتوپ
- رئیس دادگاه قانون اساسی: زوهتو ارسلان
- رئیس ستاد کل نیروهای مسلح ترکیه: یاشار گولر
- دولت: دولت شصت و ششم ترکیه
- کابینه: کابینه چهارم اردوغان

## رویدادها
رویدادهای کنونی - دنیاگیری کووید-۱۹ در ترکیه

### ژانویه
- ۱ ژانویه: ارمنستان تحریم ترکیه را لغو کرد.[۱]
- ۸ ژانویه: خط قطار سریع‌السیر قونیه - کارامان به بهره‌برداری رسید.[۲]
- ۲۳ ژانویه ۲۰۲۲ طوفان برفی ترکیه